# Mint Royale
Mint Royale es un grupo de música Big Beat de Mánchester, Inglaterra. Originalmente fue formado por el dúo entre Neil Claxton y Chris Baker, pero este último abandonó el dúo y Claxton continuó bajo el nombre de Mint Royale.

## Historia
La banda original comenzó en 1997, se especializaron en remixes y comenzaron a ser conocidos a partir de su mix de "Tequila", por Terrorvision. Fueron apoyados por el gurú del Dance británico Norman Cook, más conocido como Fatboy Slim que incluía piezas en su trabajo, esto creó una confusión, ya que los dos tenían estilos muy similares y algunas personas pensaron que Mint Royale era un seudónimo de Norman Cook.
El primer álbum On the Ropes salió a finales de 1999, a pesar de que no fue un éxito, algunas de sus canciones alcanzaron cierta fama gracias a que se usaron algunas de las canciones en series de televisión, películas y algunos programas.
El segundo álbum Dancehall Places en el 2002 para después comenzar una gira de shows en vivo por el Reino Unido.
Volvieron de la gira en abril de 2004 comenzando a escribir el tercer álbum, que después de ciertos problemas con el fundador de la banda original Chris Baker que retrasó el trabajo, lograron terminarlo y publicarlo en enero de 2005 con el título See You In The Morning, en el 2005 crearon "Waiting in the Rain" una remezcla de la famosa canción "Singin' in the Rain" o "Cantando bajo la lluvia" que se usó para el comercial del Volkswagen Golf GTI. Alcanzó el puesto nº20 en las listas del Reino Unido.

## Discografía

### Álbumes de estudio
- On the Ropes (1999)
- Dancehall Places (2002)
- See You in the Morning (2005)

### Recopilaciones
- Pop Is... (2007)